# El caballo del pueblo (filme)
El Caballo del pueblo é um filme de 1935, estreado naquele mesmo ano dirigida e escrita por Manuel Romero, com Luis Bayón Herrera. Trata-se de um musical baseado no tango "El caballo del pueblo", que evoca o cavalo de corridas, o ídolo argentino Botafogo. A premiere foi em 15 de agosto de 1935.
A a fotografia e a edição de imagens foi de Francisco Múgica.

## Elenco
- Olinda Bozán como Ruperta
- Irma Córdoba como Esther Peña
- Enrique Serrano como Bebe Viñas
- Pedro Quartucci como Flaco
- Juan Carlos Thorry como Roberto Campos
- Juan Mangiante como Peña
- Juan Porta como Trainer
- Eduardo Lema como Lemos, the jockey
- Vicente Forastieri como Contreras
- N. Fornaresio como Peon
- Lalo Malcolm como a Thug (creditado como L. Malcom)
- Nicolás Werenchuk como José Guzmán (creditado como N. Werenchuk)
- Mary Parets como filha do Treinador
- Ángel Magaña como Young Man #1 na festa (sem credito)
- Pedro Maratea como Young Man #2 na festa  (sem credito)
- Margarita Padín como Young Woman na festa (sem credito)